# Carl Jensen
Carl Jensen (n. 13 septembrie 1882, Dronninglund⁠(d), Regiunea Nordjylland, Danemarca – d. 4 aprilie 1942, Frederiksberg, Danemarca) a fost un luptător ce a reprezentat Danemarca, medaliat olimpic. A participat la o ediție a Jocurilor Olimpice (1908) în care a câștigat o medalie de bronz.

## Participări
Lista de mai jos prezintă principalele competiții la care a participat Carl Jensen de-a lungul carierei.
- wrestling at the 1908 Summer Olympics – men's Greco-Roman light heavyweight[*]